# 遠景路 (廣州)
遠景路是中华人民共和国广东省广州市白云区棠下的一條東西走向道路，俗稱「韓國一條街」，全長880米，寬36米，雙向6車道，西起三元里大道，東至机场路。

## 歷史
馬路初期是兩車道的爛泥路，2002年5月，广州市人民政府對遠景路擴建，將道路附近的城中村和倉庫拆除，擴建工程至同年10月18日竣工。

## 路過的道路
方向為從西至東，加粗的字表示為主幹道：
- 三元里大道
- 心誼路
- 机场路

## 特色
遠景路上多見韩文與具韓國特色的商舖，故有「韓國一條街」之稱。。